# Burg Nienborg
Die Reste der Burg Nienborg, früher auch Nygenborch oder Nyenborch genannt, befinden sich in dem Dorf Nienborg, einem Ortsteil der Gemeinde Heek im Münsterland. Ende des 12. Jahrhunderts durch Hermann II. von Katzenelnbogen, Fürstbischof von Münster, erbaut, sollte sie den Handelsweg zwischen Münster und Deventer sichern. Erhalten sind von der ehemaligen fürstbischöflichen Landesburg Nienborg, deren Name Neue Burg bedeutet, nur das Torhaus sowie Reste der romanischen Ringmauer und drei Burgmannenhäuser, Hohes Haus, Langes Haus und Keppelborg.

## Beschreibung
Es gibt keine bildlichen Darstellungen der Burg, aufgrund der Lage und der schriftlichen Überlieferungen kann man sich doch ein ungefähres Bild von ihr machen. Sie lag auf einem sandigen Hügel in einer Flussschleife des Flusses Dinkel. Auf der anderen Flussseite lag ein Moor- und Sumpfgebiet, das bei einem Angriff noch zusätzlich geflutet werden konnte.
Gebaut war die Anlage als Ringburg mit einer bis zu zehn Meter hohen Ringmauer. An ihr standen innerhalb des Areals die Burgmannenhäuser, von denen es etwa 30 gab, und die den Mitgliedern der Besatzung und ihren Familien als Wohnhäuser dienten. Die Grundmauern am sogenannten Hohen Haus waren zum Beispiel bis zu drei Meter dick. Die Mauer selbst konnte dann durch eine Tür im Obergeschoss dieser Häuser direkt betreten werden.
Die Burg bestand aus zwei Teilen, einer Ober- und einer Unterburg. Sie erstreckte sich über eine Fläche von etwa 2500 m². Die obere Anlage wird 1311 urkundlich erwähnt und war wohl die Hauptburg. An diese schloss sich durch eine Befestigung getrennt die ovale Unterburg an. Hier lag auch der einzige Eingang zur Anlage. Neben dem Burgtor, wie es heute noch zu sehen ist, standen links und rechts je ein hoher Turm, von denen der rechte mit einem der Burghäuser verbunden war und als Bergfried bezeichnet wurde.
Um Ober- und Unterburg lief ein breiter, aus dem Sumpf ausgehobener Wassergraben, der durch einen Bach gespeist wurde und dessen Breite bis zu 15 Meter betrug. Die Höhe des Wasserstandes konnte durch eine Mühle zusätzlich reguliert werden. An drei Seiten war die Burg zudem durch einen Wall geschützt. Die Burg verließ man über eine zusätzliche Zugbrücke zu einem weiteren vorgelagerten Gebäude. Der Zugang war also eine schwer befestigte von Türmen flankierte Doppeltoranlage, von der das erhaltene Torhaus ein Rest ist.

## Geschichte
Die Burg wurde nach der Chronik Heinrichs von Hövel 1198 durch Fürstbischof Hermann II. von Katzenelnbogen gegründet und urkundlich 1203 erstmals erwähnt. Ab 1256 wurde sie auch mit dem Namen Nyenborch geführt. Aufgrund der Lage entwickelte sie sich sehr schnell zu einer der mächtigsten bischöflichen Burgen. Sie übernahm seit ihrer Gründung den Schutz und die Sicherung der Handelswege von Münster nach Deventer und stellte wohl eine bewusste Machtdemonstration gegenüber den benachbarten Dynastien Steinfurt, Ahaus, Horstmar und Loen dar. Das Burgmannenkollegium bestand ursprünglich aus bischöflichen Ministerialen und Dienstmannen. Diese waren mit umfangreichen Privilegien ausgestattet, dazu zählten eine Gerichtsbarkeit über die eigenen Bediensteten und im 14. Jahrhundert auch über die von den Burgmannen gegründete Stadt Nienborg.
Kurz nach Fertigstellung der Burg wurde diese als Novo Castro bezeichnet, ab 1200 dann in niederdeutscher Überlieferung als „in oder auf der neuen Burg“ („up der nien borch“) oder einfach Nienborch. Die Burgmannen hatten nicht nur ein eigenes Siegel, sondern auch eine eigene Eidesformel zur Aufnahme in das Burgmannkollegium. Diese lautete:
„Wir sembtlich borgmänner des schoßes zu Newenborgh loben und screwen, daz wir dem vorgenannten schloße willen trew und holt sein, die an uns ererbte hochgerichte, gerechtigheit und privilegien handthaben, schuttzen, schermen und verbitten, bestes unsers vermogens desselben beste zubeföderen und argste zu wenden, daz uns also Got holffe und sin heiliges evangelium.“
Im Spanisch-Niederländischen Krieg wurde die Burg 1593 zerstört, aber um 1600 neu aufgebaut, ehe sie im 17. Jahrhundert verfiel. Seit dem 15. Jahrhundert verlor die Burg ihre strategische Bedeutung als Sicherung des Handelsweges. 1765 wurde verfügt, aus Sicherheitsgründen alle baufälligen Teile auf der Burg niederzulegen; erst 1812 wurde das Corpus Burgmannorum offiziell aufgelöst.
Anfang des 18. Jahrhunderts gehörte die Burg zum Gut Haus Bevern und gelangte durch Amalie von Reeden, verwitwete Freifrau von Büren-Schenckinck an Heinrich Wilhelm Droste zu Hülshoff. Ihm und weiteren Angehörigen seiner Familie diente sie als Nebensitz und zur Aufschwörung, zuletzt des Generals Heinrich-Johann von Droste zu Hülshoff.
Das Hohe Haus, das auf der Wehrmauer der Burg steht, geht im Kern auf das 14. Jahrhundert zurück, es wurde wahrscheinlich 1345 durch Heidenreich von Sasse erbaut. Es wird als das „einzige Steinhaus“ in Nienborg genannt. Das Dachgeschoß mit den beiden Dreistaffelgiebeln aus Ziegeln, die ein Satteldach einschließen, dürften aus der Zeit um 1600 stammen. Von der Familie von Sasse ging das Haus im 15. Jahrhundert an den Schwiegersohn von Valcke, danach an die Familie von Münster, dann an die Familie von Raesfeld. Bei einem durch Kriegsereignisse verursachten Brand am 14. Februar 1593 wurde Nienborg völlig zerstört, wahrscheinlich brannte auch das Hohe Haus ab. Durch die damaligen Besitzer, die Familie Torck, wurde das Hohe Haus um 1600 in der jetzigen Form neu errichtet. 1800 ist das Gebäude im Besitz des Erbdrosten Reichsfreiherr Droste zu Vischering, er verkaufte es mit Bauhaus und Garten 1813 an die Nienborger Tuchmacher Johan Bernd Schwietering und Bernard Johan Fransbach. Der Landrat des Kreises Ahaus, Theodor von Heyden, kaufte 1834 das Hohe Haus und richtete hier sein Landratsamt ein. Nach seinem Tod im Jahre 1858 erbte seine Tochter Virginia es, nach deren Tod 1905 erbte es ihr Schwager Ludwig von Bönninghausen. Die Familie wohnte hier bis zu ihrem Umzug nach Haus Herinckhave bei Tubbergen in Holland im Jahre 1916. Zu Beginn des Zweiten Weltkrieges wurde das Haus Hitler-Jugend-Heim. 1941 wurde im Hohen Haus der erste Nienborger Kindergarten eröffnet. Nach dem Zweiten Weltkrieg befand sich hier die Polizeistation Nienborg; gleichzeitig wohnten in dem Gebäude Vertriebene aus Ostdeutschland. Von 1957 bis 1966 wurden Renovierungsarbeiten durchgeführt; anschließend blieb das Haus bis zum Einzug von Lodewyk von Bönnighausen (1909–2005) unbewohnt. Heute befindet sich das Haus im Besitz einer niederländischen Familienstiftung der von Bönninghausen und wird teilweise als Café genutzt. Die Gemeinde plant, zwischen dem Hohen Haus und der Hauptstraße Wohnungen zu bauen.
Der Burgmannshof Keppelborg stammt aus dem 15. oder 16. Jahrhundert. Besitzer waren die Familien von Sasse und von Münster, ab 1560 durch Heirat die von Keppel und ab 1729 durch Erbgang die von Heyden, von denen es die jetzigen Besitzer vom Hofe erbten, die hier nach umfangreichen Sanierungsarbeiten ein Gästehaus betreiben. Seit 700 Jahren wurde das Haus nie verkauft, sondern stets vererbt.
Der Burgmannshof Langes Haus, in älteren Urkunden auch Raesfelder Hof oder Delwigsches Haus, verfügt über eine Wappentafel derer von Raesfeld von 1554. Umbauten erfolgten im 18. und 19. Jahrhundert. Der westliche Stufengiebel wurde 1966 rekonstruiert. Nach Nutzung durch die Gemeinde und längerem Leerstand wurde der Bau saniert und beherbergt seit 1989 die Musikakademie des Landes Nordrhein-Westfalen.

## Bilder

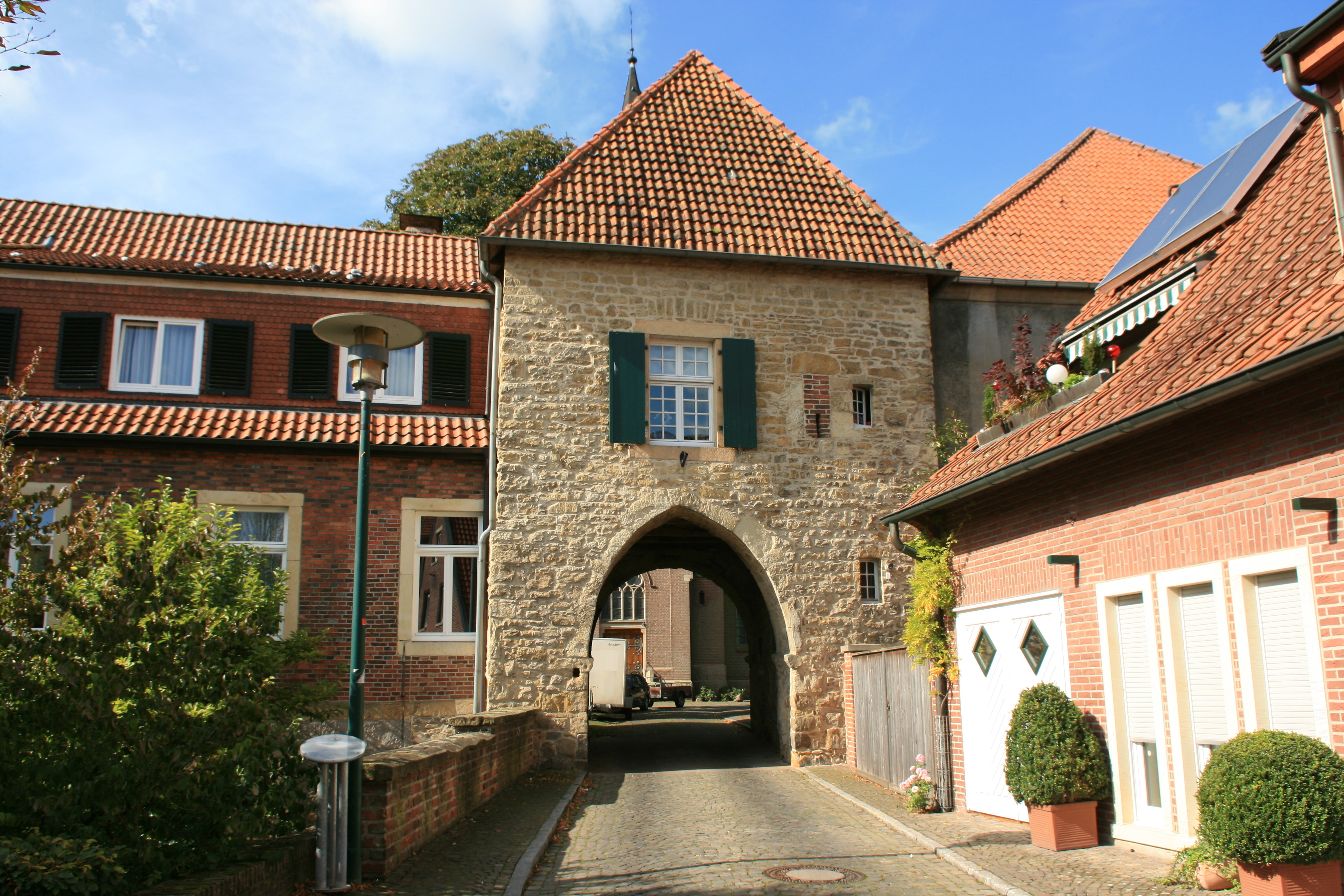
Torhaus
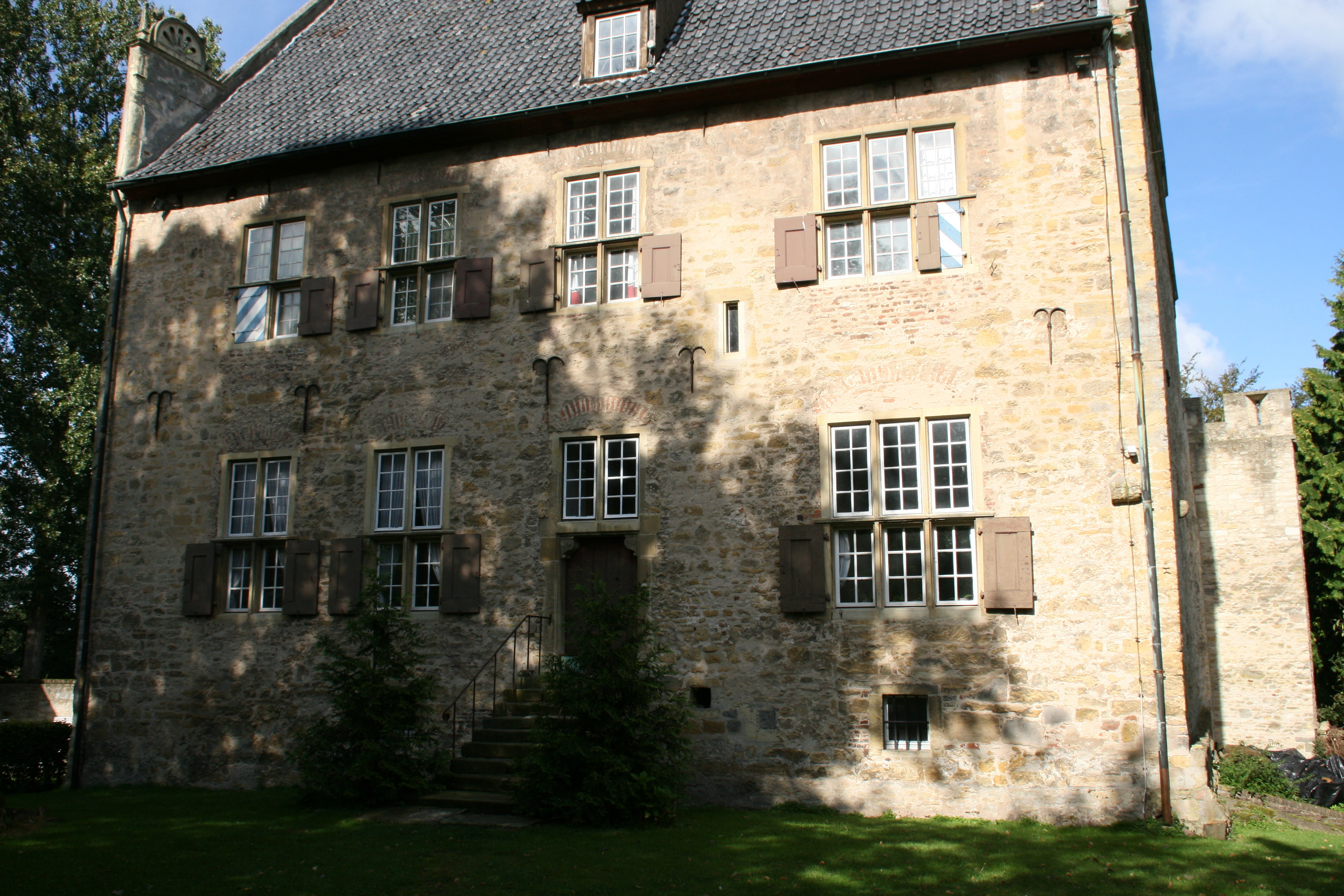
Hohes Haus
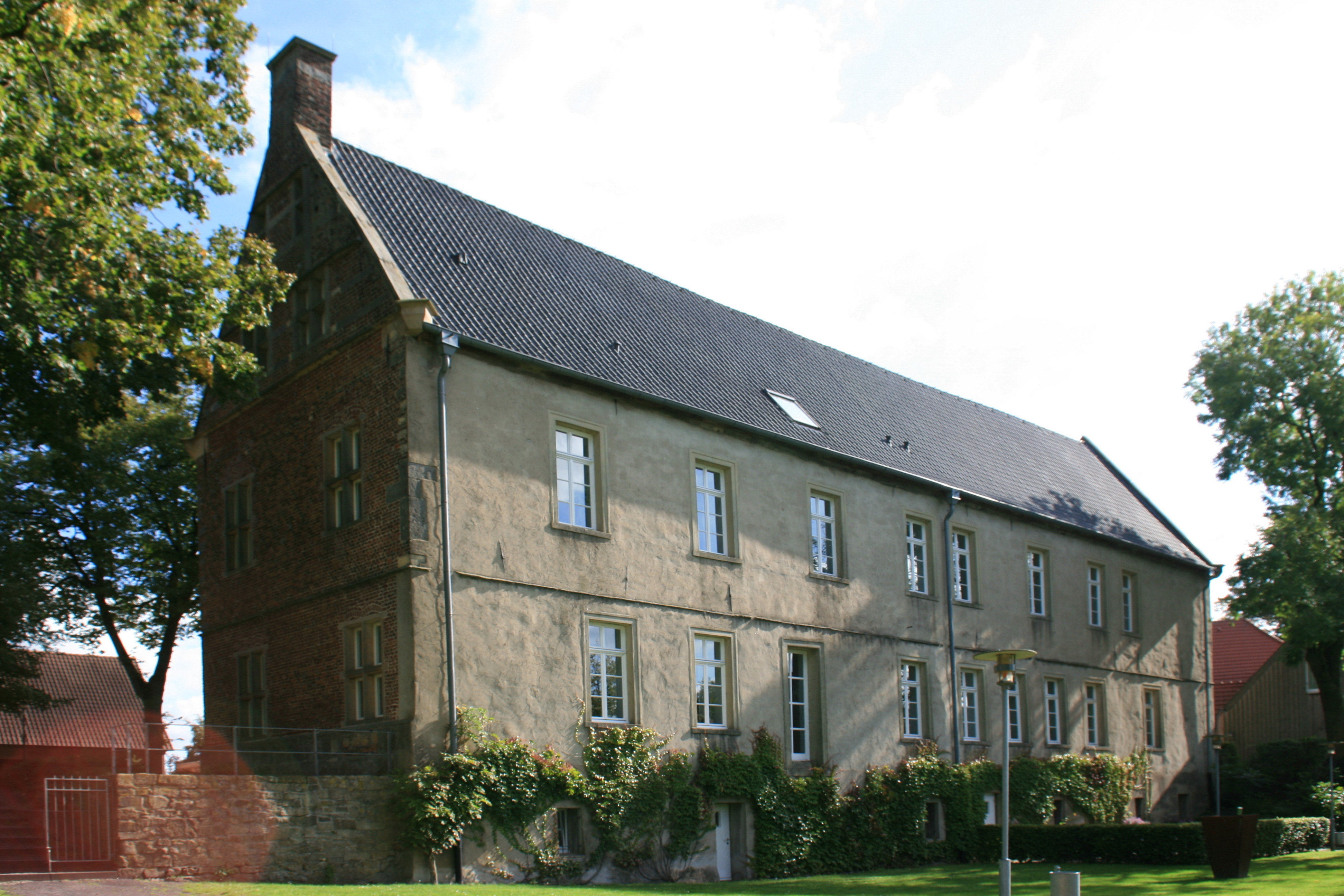
Langes Haus
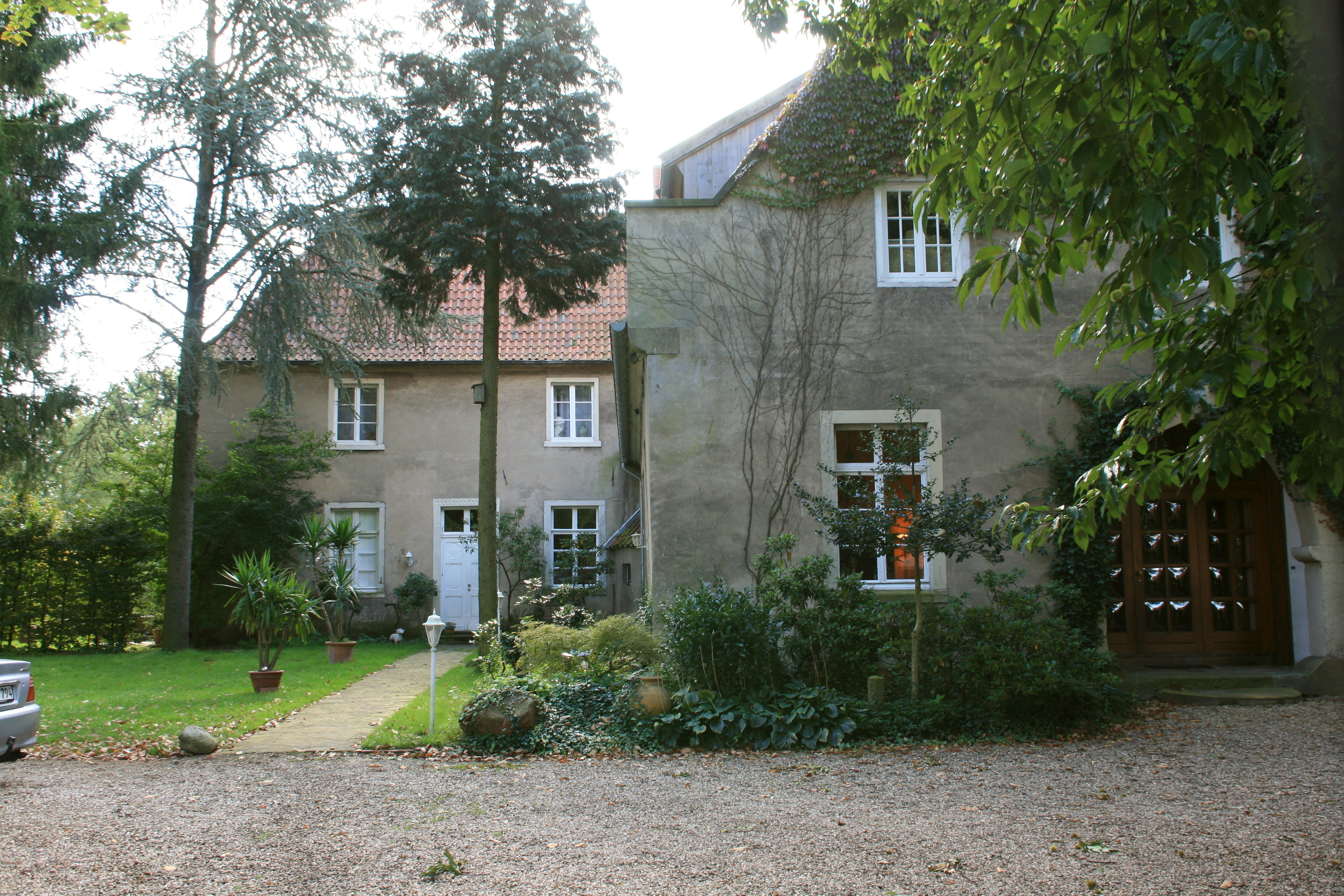
Keppelborg